# Atleta europeo dell'anno
L'Atleta europeo dell'anno, conosciuto anche con il suo nome originale European Athlete of the Year Trophy, è un premio assegnato annualmente agli atleti che partecipano agli eventi di atletica leggera organizzati dalla European Athletic Association (EAA).

## Albo d'oro
| Anno | Uomini                                          | Donne                 |
| ---- | ----------------------------------------------- | --------------------- |
| 1993 | Linford Christie                                | Sally Gunnell         |
| 1994 | Colin Jackson                                   | Irina Privalova       |
| 1995 | Jonathan Edwards (1/2)                          | Sonia O'Sullivan      |
| 1996 | Jan Železný (1/2)                               | Svetlana Masterkova   |
| 1997 | Wilson Kipketer                                 | Astrid Kumbernuss     |
| 1998 | Jonathan Edwards (2/2)                          | Christine Arron       |
| 1999 | Tomáš Dvořák                                    | Gabriela Szabó        |
| 2000 | Jan Železný (2/2)                               | Trine Hattestad       |
| 2001 | André Bucher                                    | Stephanie Graf        |
| 2002 | Dwain Chambers                                  | Süreyya Ayhan         |
| 2003 | Christian Olsson (1/2)                          | Carolina Klüft (1/2)  |
| 2004 | Christian Olsson (2/2)                          | Kelly Holmes          |
| 2005 | Virgilijus Alekna                               | Elena Isinbaeva (1/2) |
| 2006 | Francis Obikwelu                                | Carolina Klüft (2/2)  |
| 2007 | Tero Pitkämäki                                  | Blanka Vlašić (1/2)   |
| 2008 | Andreas Thorkildsen                             | Elena Isinbaeva (2/2) |
| 2009 | Phillips Idowu                                  | Marta Domínguez       |
| 2010 | Christophe Lemaitre                             | Blanka Vlašić (2/2)   |
| 2011 | Mo Farah (1/3)                                  | Marija Savinova       |
| 2012 | Mo Farah (2/3)                                  | Jessica Ennis         |
| 2013 | Bohdan Bondarenko                               | Zuzana Hejnová        |
| 2014 | Renaud Lavillenie                               | Dafne Schippers (1/2) |
| 2015 | Greg Rutherford                                 | Dafne Schippers (2/2) |
| 2016 | Mo Farah (3/3)                                  | Ruth Beitia           |
| 2017 | Johannes Vetter                                 | Aikaterinī Stefanidī  |
| 2018 | Kévin Mayer                                     | Dina Asher-Smith      |
| 2019 | Karsten Warholm (1/2)                           | Marija Lasickene      |
| 2020 | non assegnato                                   | non assegnato         |
| 2021 | Karsten Warholm (2/2)                           | Sifan Hassan          |
| 2022 | Armand Duplantis (1/2) Jakob Ingebrigtsen (1/2) | Femke Bol (1/2)       |
| 2023 | Jakob Ingebrigtsen (2/2)                        | Femke Bol (2/2)       |
| 2024 | Armand Duplantis (2/2)                          | Jaroslava Mahučich    |

## Atleti emergenti
In aggiunta al premio assoluto, dal 2007 la EAA assegna un premio anche al miglior atleta emergente, riservato ad atleti che abbiano meno di 23 anni.
| Anno | Uomini                              | Donne                     |
| ---- | ----------------------------------- | ------------------------- |
| 2007 | Andrew Howe                         | Jessica Ennis             |
| 2008 | Raphael Holzdeppe                   | Stephanie Twell           |
| 2009 | Christophe Lemaitre                 | Karoline Bjerkeli Grøvdal |
| 2010 | Teddy Tamgho                        | Sandra Perković           |
| 2011 | David Storl                         | Jodie Williams            |
| 2012 | Pavel Maslák                        | Angelica Bengtsson        |
| 2013 | Emir Bekrić                         | Aníta Hinriksdóttir       |
| 2014 | Adam Gemili                         | Marija Kučina             |
| 2015 | Konrad Bukowiecki                   | Noemi Zbären              |
| 2016 | Max Heß                             | Nafissatou Thiam          |
| 2017 | Karsten Warholm                     | Julija Levčenko           |
| 2018 | Armand Duplantis Jakob Ingebrigtsen | Ėl'vira Herman            |
| 2019 | Niklas Kaul                         | Jaroslava Mahučich        |
| 2020 | non assegnato                       | non assegnato             |
| 2021 | Sasha Zhoya                         | Femke Bol                 |
| 2022 | Mykolas Alekna                      | Elina Tzengko             |
| 2023 | Mattia Furlani                      | Angelina Topić            |
| 2024 | Niels Laros                         | Adriana Vilagoš           |